# Passion d'Esparreguera
La Passion d'Esparreguera (catalan : la Passió d'Esparreguera ; espagnol : La Pasión de Esparreguera) est une passion, une représentation de la Passion du Christ, réalisée avec une scénographie proprement théâtrale et avec plusieurs interprètes. La ville d'Esparreguera en Catalogne se mobilise pour réaliser des représentations sans interruption. Quels que soient les textes, l'événement traditionnel perdure. Dix représentations sont présentées chaque année, au Teatre de la Passión, un grand espace théâtral inauguré en 1969 et conçu spécifiquement pour les pièces de la Passion. Avec La Pasión de Olesa de Montserrat (es), c'est l'une des « passions » les plus grandes et les plus connues de Catalogne.